# Portel-des-Corbières

Portel-des-Corbières este o comună în departamentul Aude din sudul Franței. În 1 ianuarie 2022 avea o populație de 1.288 de locuitori.